# Shai Maaravi
Shai Maaravi (* 29. Oktober 1996) ist ein israelischer Eishockeyspieler, der seit 2018 bei den Duquesne Dukes, der Mannschaft der Duquesne University in der American Collegiate Hockey Association spielt.

## Karriere
Shai Maaravi spielte seit Beginn seiner Karriere bei den Maccabi Metulla Eggenbreggers, für die er in der Spielzeit 2012/13 sein Debüt in der Israelischen Eishockeyliga gab. Seit 2018 spielt er für die Mannschaft der Duquesne University, die Duquesne Dukes, in der American Collegiate Hockey Association.

### International
Im Juniorenbereich stand Maaravi bei den U18-Weltmeisterschaften der Division III 2013 und 2014 auf dem Eis. Bei beiden Turnieren fungierte er als Kapitän seiner Mannschaft. 2014 wurde er als bester Spieler seiner Mannschaft ausgezeichnet. Auch beim ersten Antritt einer israelischen U20-Nationalmannschaft seit 1997 bei der Weltmeisterschaft 2016 der Division III war er mit von der Partie.
Für die Herren-Nationalmannschaft nahm Maaravi an den Weltmeisterschaften der Division II 2013, 2015, 2016, 2017, 2018 und 2019 teil.

## Erfolge und Auszeichnungen
- 2013 Aufstieg in die Division II, Gruppe A, bei der Weltmeisterschaft der Division II, Gruppe B
- 2013 Aufstieg in die Division III, Gruppe A, bei der U18-Weltmeisterschaft der Division III, Gruppe B
- 2019 Aufstieg in die Division II, Gruppe A bei der Weltmeisterschaft der Division II, Gruppe B